# Vicente Lombardo Toledano
Vicente Lombardo Toledano (Teziutlán, Puebla; 16 de julio de 1894-Ciudad de México, 16 de noviembre de 1968) fue un sindicalista, político y filósofo mexicano de tendencia marxista.

## Inicios
Vicente Lombardo Catti contrajo matrimonio con Marcelina Carpio, ambos de ascendencia  española-italiana sefardita. De esta relación nacieron siete hijos: Luis, Vicente, Emilia, Marcelina, Alejandro, Pedro y María. Vicente, el segundo hijo de don Vincenzo, nacido en 1870, era el administrador de los bienes del padre, de los dividendos y de su propio patrimonio, que había iniciado en 1895. Había sido tenedor de libros y, al comenzar a operar la Teziutlán Copper (propiedad de don Vincenzo), poseía un negocio donde elaboraba utensilios con raíz de zacatón. Para el año de 1901 su capital personal ascendía a 15,191 pesos.
En 1890 se casó con una mujer teziuteca, Isabel Toledano Toledano, con quien tendría once hijos, de los que dos murieron a muy temprana edad. La primera hija, Isabel, nacida hacia 1892, murió a los seis años. Después de Isabel, en julio de 1894, nació Vicente. Le siguieron Luis, María, Margarita, Isabel (la segunda), Humberto, Guillermo, Elena y Aída.

## Estudios
Su instrucción básica la efectuó en el Liceo Teziuteco, misma institución a la que asistieron los hermanos Maximino y Manuel Ávila Camacho. Sus estudios superiores los realizó en la Escuela Nacional Preparatoria. Se licenció como Abogado en la Escuela Nacional de Jurisprudencia, donde junto a brillantes jóvenes de la época como Manuel Gómez Morin y Alfonso Caso, fue fundador de la Sociedad de Conferencias y Conciertos, grupo conocido como los Siete sabios de México, pertenecientes a la generación de 1915. Posteriormente obtuvo el grado de Doctor en Filosofía en la Universidad Nacional Autónoma de México.

## Actividad política
Fue miembro de la Sociedad de Conferencias y Conciertos, cuya meta era propagar la cultura entre los estudiantes universitarios. La sociedad fue fundada en 1916 y fue conocida en el ambiente universitario de aquella época como la sociedad de Los Siete Sabios de México.  Fue editorialista en El Heraldo de Mexico.
Se destacó por ser un líder sindical con presencia e influencia indiscutible en el México postrevolucionario de principios y mediados del siglo XX. Fue secretario general de la Confederación de Trabajadores de México (CTM) (1936-1940), de la Confederación de Trabajadores de América Latina (CTAL), y vicepresidente de la Federación Sindical Mundial.
No perteneció nunca al Partido Comunista Mexicano (PCM), sin embargo, fue un militante convencido de la construcción de la sociedad socialista. Tuvo mucha influencia en el ámbito sindical nacional y mundial. Su autoridad moral le permitió influir en la fundación de muchas centrales obreras en América Latina, así como impulsar la unidad de los comunistas en varios países. Señaló en varias ocasiones los errores en los que incurrían los partidos obreros, por lo que muchas veces fue criticado y malentendido por quienes "deben ser compañeros de lucha". Jamás presumió de ser comunista, pues decía que él día a día buscaba serlo.
En su desempeño político fue: Diputado al Congreso de la Unión por el Partido Laborista en tres ocasiones, Oficial Mayor del Gobierno del Distrito Federal en febrero de 1921; Regidor del Ayuntamiento de la Ciudad de México en 1925, y Gobernador Interino de Puebla de 1924 a 1925.
El 13 de marzo de 1925 el regente junto con su colega Juan Rico escogieron esta fecha para la primera celebración contemporánea de la fundación de México-Tenochtitlan a sus 600 años.
En el ámbito académico, fue director de la Escuela Nacional Preparatoria y fundador de la Universidad Obrera de México.
En dos ocasiones fue legislador de la Federación y llegó a fungir como gobernador del Estado de Puebla. En 1948 fundó el Partido Popular después, a partir de 1960, Partido Popular Socialista. En 1952 fue Candidato a la Presidencia de la República por el Partido Popular. 

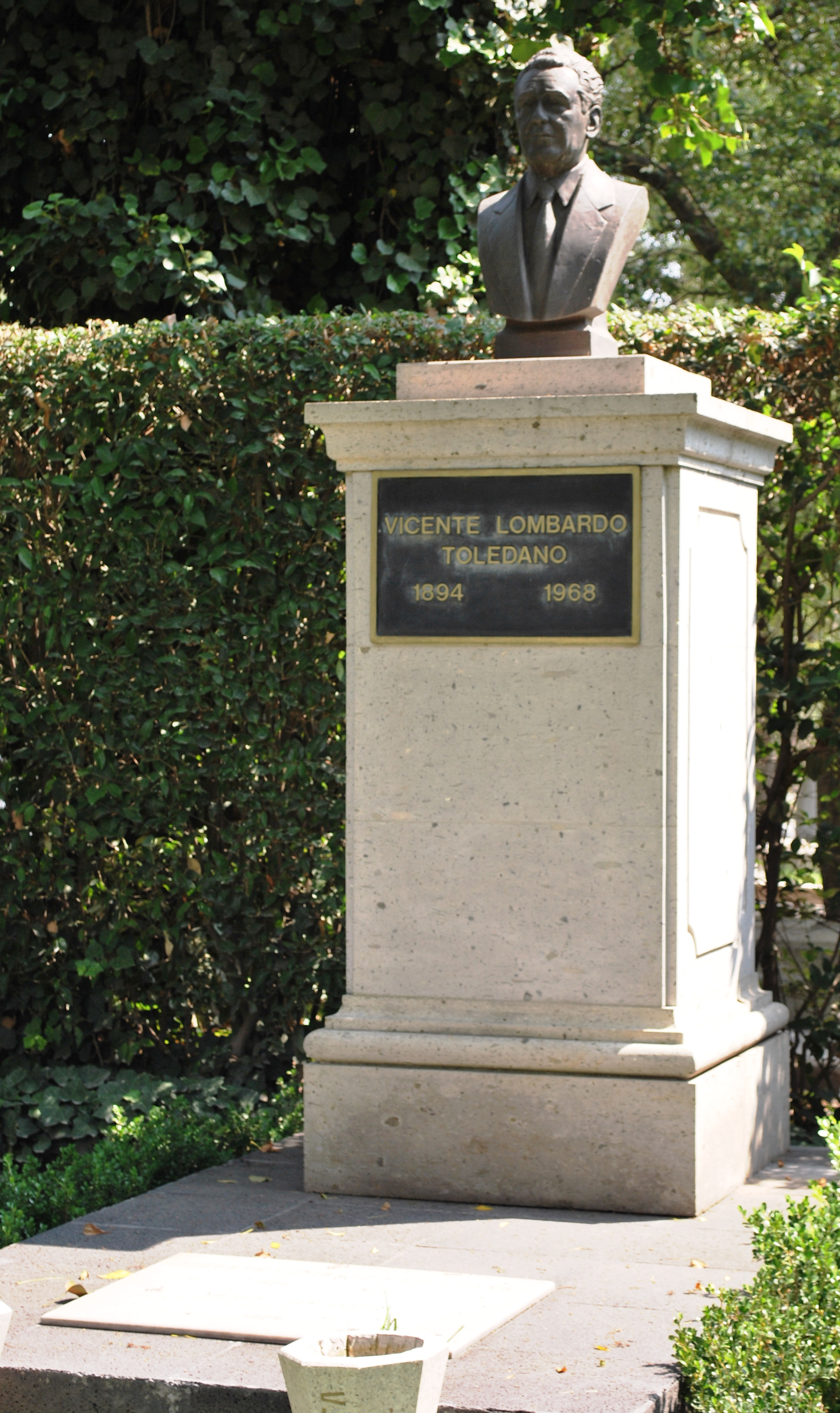
Sepulcro de Vicente Lombardo Toledano en la Rotonda de las Personas Ilustres (México).

Murió el 16 de noviembre de 1968 en la Ciudad de México dejando ocho libros inconclusos los cuales estaba escribiendo. A su sepelio asistió el expresidente Lázaro Cárdenas del Río. Sus restos mortales fueron trasladados a la Rotonda de las Personas Ilustres el 16 de julio de 1994.
Durante la Segunda Guerra Mundial según algunos,[¿quién?] colaboró con la Inteligencia en la defensa de la URSS. A pesar del arduo enfrentamiento internacional contra los fascistas, durante el corto pacto de no agresión con la Alemania Nazi, las relaciones entre los agentes de ambas naciones fueron frías, no abiertamente agresivas. A partir de la invasión alemana a la URSS, los agentes soviéticos, entre los que estaban supuestamente Lombardo Toledano, delataron a sus similares Pronazis ante la policía mexicana, colaborando decididamente en favor de la URSS contra el fascismo.[cita requerida]

## Pensamiento político y legado
A pesar de ser reconocido como un notable intelectual, su actividad política fue motivo de controversia. Se dice que para Lombardo la única “izquierda” posible era la que supuestamente existía dentro de los regímenes posrevolucionarios. Según Lombardo en México no se podía avanzar hacia algo más (como el socialismo) por la dependencia hacia Estados Unidos, por lo que debía apoyarse a esos regímenes pese a todos sus fallos y creciente autoritarismo, siguiendo esta consigna nunca dio su respaldo a los movimientos sociales emergentes en México, ni tampoco condenó la feroz represión contra el movimiento magisterial de 1958, la huelga ferrocarrilera de 1959, ni el movimiento estudiantil de 1968.
Esto aumentó a sus críticos dentro de todos los campos de la izquierda y su perfil de intelectual fue diluyéndose.
Ante la sucesión presidencial de 1940 y en un contexto internacional en donde la Internacional Comunista promovía la estrategia del Frente popular (la alianza de los partidos comunistas con sectores de centro) para hacer frente al ascenso mundial del fascismo y el nazismo, Lombardo acusó en una carta ante el Kremlin y la Comintern al Partido Comunista Mexicano de no seguir la estrategia por seguir la precandidatura del general Francisco J. Múgica frente al “moderado” Ávila Camacho. La respuesta de la Internacional a los dirigentes comunistas mexicanos fue que se plegaran a la estrategia y siguieran la influencia de Lombardo. Después el PCM descalificaría al general Múgica como el “candidato de Trotsky”, vetándolo de cualquier apoyo.
Para las elecciones de 1952 se gestaba un amplio frente progresista que competiría por la presidencia, después de un sexenio percibido como de desviaciones y excesos, como lo fue el alemanismo. Se acordó la candidatura del general Miguel Henríquez Guzmán, que sería apoyada por el partido popular socialista de Lombardo, no obstante poco antes de las elecciones Lombardo rompería la alianza y se lanzaría como candidato, lo que fue visto como una maniobra útil al partido de Estado, en unas elecciones con la sospecha de fraude electoral.
La izquierda "colaboracionista" de Lombardo seguiría en alianza cómplice con el régimen priista, hasta que en 1988 el partido que fundó tomaría actitud de disidencia, integrándose en el amplio opositor Frente Democrático Nacional.

## Obras
- El sentido humanista de la Revolución mexicana
- Teoría y práctica del movimiento sindical en México
- La filosofía del proletariado
- La batalla de las ideas en nuestro tiempo
- Idealismo vs. materialismo dialéctico
- Carta a la juventud
- Escritos Sobre Las Constituciones de México (Volúmenes I y II)
- Escritos Sobre Cuba